# Aspidelmis basilewskyi
Aspidelmis basilewskyi là một loài bọ cánh cứng trong họ Elmidae. Loài này được Janssens miêu tả khoa học năm 1962.